# Primera División de Costa Rica 1942
Die Saison 1942 war die 22. Spielzeit der Primera División de Costa Rica, der höchsten costa-ricanischen Fußballliga. Es nahmen sieben Mannschaften teil. La Libertad gewann zum 5. Mal in der Vereinsgeschichte die Meisterschaft.

## Austragungsmodus
- Die sieben teilnehmenden Mannschaften trafen je dreimal aufeinander; der Tabellenerste wurde direkt Meister.
- Der Letztplatzierte bestritt ein Relegationsspiel gegen den Meister der Zweiten Liga.

## Endstand

### Hauptrunde
| Pl.             | Verein                       | Sp. | S  | U | N  | Tore  | Diff. | Punkte |
| --------------- | ---------------------------- | --- | -- | - | -- | ----- | ----- | ------ |
| 01              | CS La Libertad               | 18  | 13 | 3 | 2  | 50:30 | 20    | 29     |
| 02              | SG Española                  | 18  | 12 | 0 | 6  | 54:47 | 7     | 24     |
| 03              | CF Universidad de Costa Rica | 18  | 8  | 4 | 6  | 51:41 | 10    | 20     |
| 04              | CS Cartaginés                | 18  | 8  | 1 | 9  | 45:51 | −6    | 17     |
| 05              | Orión FC                     | 18  | 5  | 3 | 10 | 46:53 | −7    | 13     |
| 06              | CS Herediano                 | 18  | 5  | 2 | 11 | 50:56 | −6    | 12     |
| 07              | LD Alajuelense (M)           | 18  | 5  | 1 | 12 | 44:62 | −18   | 11     |
| Stand: Endstand |                              |     |    |   |    |       |       |        |

### Relegation
| Letzter 1°División | Ergebnis | Meister 2°División     |
| ------------------ | -------- | ---------------------- |
| LD Alajuelense     | *        | CS Uruguay de Coronado |

| * | Das Ergebnis ist heute unbekannt. Sicher ist nur, dass Alajuela in der nächsten Saison in der 1°División spielte. |